# Yerkes-Dodson-Gesetz
Das Yerkes-Dodson-Gesetz (nach Robert Yerkes und John D. Dodson, 1908) beschreibt die kognitive Leistungsfähigkeit in Abhängigkeit vom allgemein-nervösen Erregungsniveau (Arousal), die auch als Aktivationsniveaus bezeichnet werden: Zwischen der physiologischen Aktivierung und der Leistungsfähigkeit besteht ein umgekehrt U-förmiger Zusammenhang. Es wird auch als Aktivationsmodell bezeichnet.

Grafik zum Yerkes-Dodson-Gesetz

Der Leistungsverlauf ist bei jedem Menschen sehr veränderlich. Er hängt vom emotionalen und motivationalen Erregungsniveau ab. Bei Unterforderung wird das Optimum an Leistungsfähigkeit nicht erreicht – es entsteht ein Leistungsleck. Die Steigerung des Erregungsniveaus führt zu einer Erhöhung der Leistung bis zu einem Maximalwert. Erhöht sich das Erregungsniveau über das erforderliche Maß, sinkt die Leistung wieder ab.
Wird der Leistungsverlauf in Abhängigkeit vom Erregungsniveau in ein Koordinatensystem eingetragen, so ergibt sich eine umgekehrte U-Kurve. Dieses Modell geht auf Experimente an Labormäusen zurück. Aufgrund zahlreicher ähnlicher Befunde bei verschiedenen Spezies wird ein gesetzmäßiger Zusammenhang angenommen.